# Valmy (Schiff, 1930)
Die Valmy war ein Großzerstörer der Guépard-Klasse, der für die französische Marine gebaut wurde. Die Valmy wurde im Laufe des Krieges von ihrer jeweiligen Besatzung dreimal selbstversenkt. Das Schiff wurde nach der Kanonade von Valmy benannt.

## Maschinenanlage
Die Antriebsanlage der Valmy bestand aus vier Penhoët-Kesseln und zwei Parsons-Turbinen. Diese trieben über zwei Antriebswellen die beiden  Schrauben an. Die Maschinen leisteten 73.738 WPS. Damit konnte eine Höchstgeschwindigkeit von 38,46 kn (etwa 71 km/h) mit einer Verdrängung von 2.600 ts erreicht werden.

## Bewaffnung
Die Hauptartillerie der Valmy bestand aus fünf 13,86-cm-Geschützen L/40 des Modells 1923 in Einzelaufstellung. Diese Kanone konnte eine 40,4 Kilogramm schwere Granate über eine maximale Distanz von 19.000 m feuern. Als Flugabwehrbewaffnung verfügte der Zerstörer bei Indienststellung über vier 3,7-cm-Flugabwehrkanonen (L/60) des Modells 1925 in Einzelaufstellung. Diese befanden sich links und rechts neben dem achteren Schornstein. Als Torpedobewaffnung verfügte die Valmy über sechs Torpedorohre in zwei Dreiergruppen für den Torpedo 23DT, Toulon.

## Einsätze im anderen Marinen und dreifache Selbstversenkung
Nach der Niederlage Frankreichs verblieb die Valmy im Dienst der Marine des Vichy-Regimes. Bei der Besetzung Restfrankreichs durch das Dritte Reich versenkte die Besatzung am 27. November 1942 in Toulon das Schiff. Italien hob das Schiff 1943 und stellte es als FR 24 in der Regia Marina wieder in Dienst. Nach der Kapitulation Italiens versenkte die italienische Besatzung die Valmy am 9. September 1943 im Hafen von La Spezia. Die Kriegsmarine hob das Schiff und schleppte es nach Genua. Die Instandsetzung wurde bis Kriegsende nicht mehr umgesetzt und das Schiff bei Näherrücken der Front 1945 im Hafen selbstversenkt.